# Роман Симовић
Роман Симовић (Кемерово, 1981) српски и црногорски је виолиниста базиран у Лондону. Концертмајстор је и солиста Лондонског симфонијског оркестра.

## Биографија
Симовићев дједа са мајчине стране је био Србин из Црне Горе Љубомир Дашић, рођен у Плаву. Он је емигрирао у Русију односно Совјетски Савез у периоду информбироа, гдје је провео 45 година радећи као пилот. Почетком деведесетих са унуком Романом и фамилијом вратио се у родну Црну Гору. По очевој линијици Симовићеви преци су у неколико генерација били украјински музичари и композитори.
Био је ученик школе за музичке таленте у Ћуприји. Основне студије завршио је на Музичкој академији на Цетињу 1998. а мастер студије у Новом Саду и Москви.
Концертмајстор је и солиста Лондонског симфонијског оркестра.
Наступао је на свим већим и значајнијим сценама по свјету, као што су Велика сала московског Конзерваторијума Чајковски, Сала Позоришта Маријински у Санкт-Петербургу, Велика опера у Тел-Авиву, Рудолфинум у Прагу и друге.
Био је вођа оркестра који је изводио композиције за британски филм Филомина.
Свира на виолини Антониа Страдиварија из 1709. године.

## Приватан живот
Ожењен је Миленом Симовић, такође виолинисткињом, са којом има ћерку.
У интевјуима је изјавио је да би се вратио у Србију заједно за другим светски успешним колегама али да за то нема адекватних услова.

## Награде
- Jaroslav Kocijan, прва награда[10]
- Wieniawsky, 2001, сребрна медаља[10]
- Yampolsky, 2002, сребрна медаља[10]
- Sion-Valais, 2003, сребрна медаља[10]
- Valsesia Musica, 2004, златна медаља[10]
- Rodolfo Lipizer, 2005, златна медаља[10]

## Дискографија
- Paganini: 24 Caprices[11]
- Schubert: Death and the Maiden – Shostakovich: Chamber Symphony in C Minor[11]
- Tchaikovsky: Serenade for Strings in C[11]
- Vaughan Williams: Fantasia on a Theme by Thomas Tallis[11]
- Stravinsky: The Soldier’s Tale[11]